# La Légende de saint Hubert
La Légende de saint Hubert est un polyptyque réalisé par le peintre français Maurice Denis en 1896-1897. Composée de sept panneaux muraux et d'un plafond, cette série d'huiles sur toile illustre la légende associée à saint Hubert, selon laquelle un miracle se produisit alors qu'il s'adonnait à la chasse un Vendredi saint. L'apparition au saint du cerf portant un crucifix lumineux au milieu de ses bois y est représentée dans le panneau central, qui est plus large que ses six voisins. Commande passée en 1895 par Denys Cochin, qui choisit lui-même ce thème pour la décoration de son bureau dans son hôtel particulier parisien, rue de Babylone, l'œuvre est aujourd'hui conservée au musée départemental Maurice-Denis, à Saint-Germain-en-Laye, dans les Yvelines.

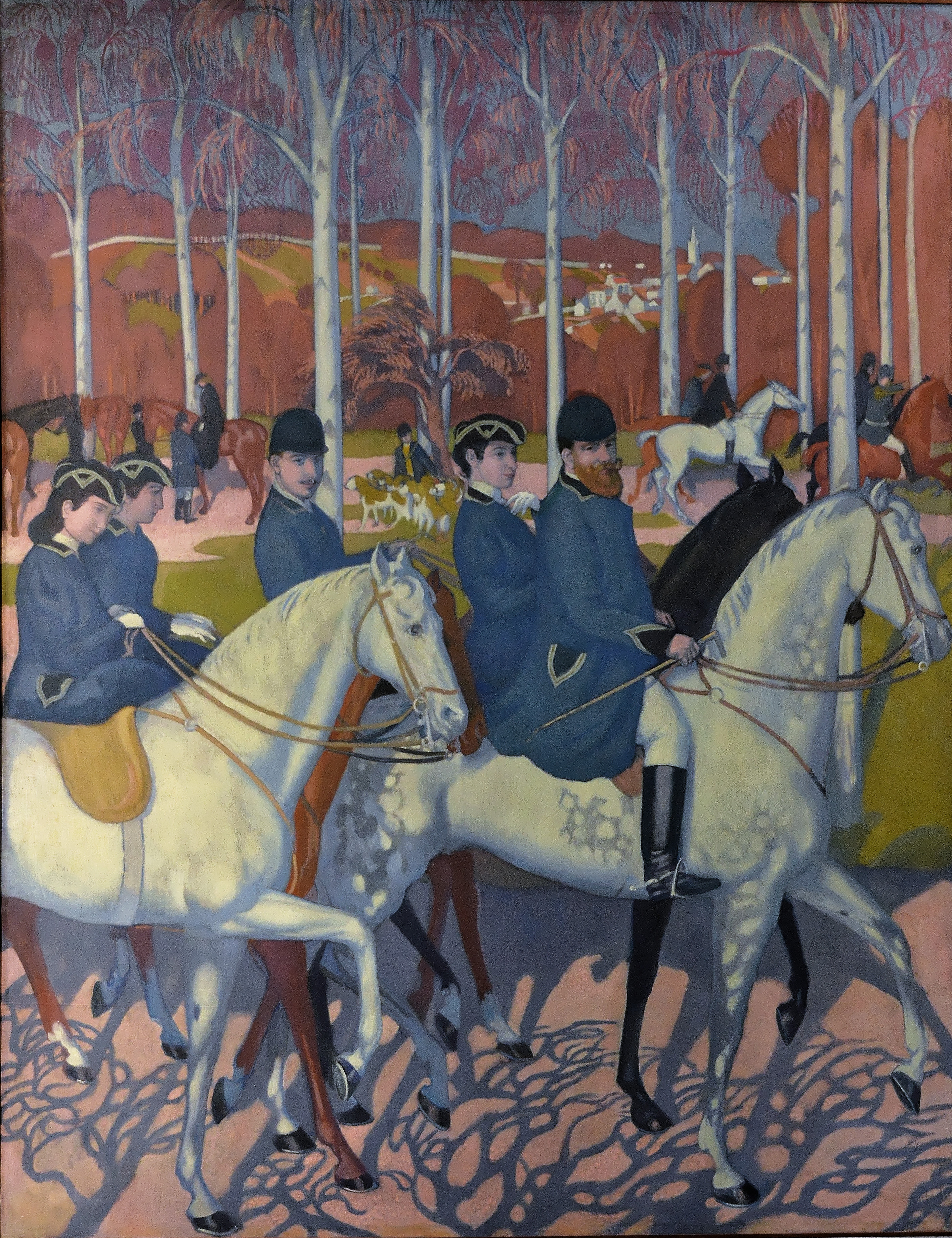
Le Départ
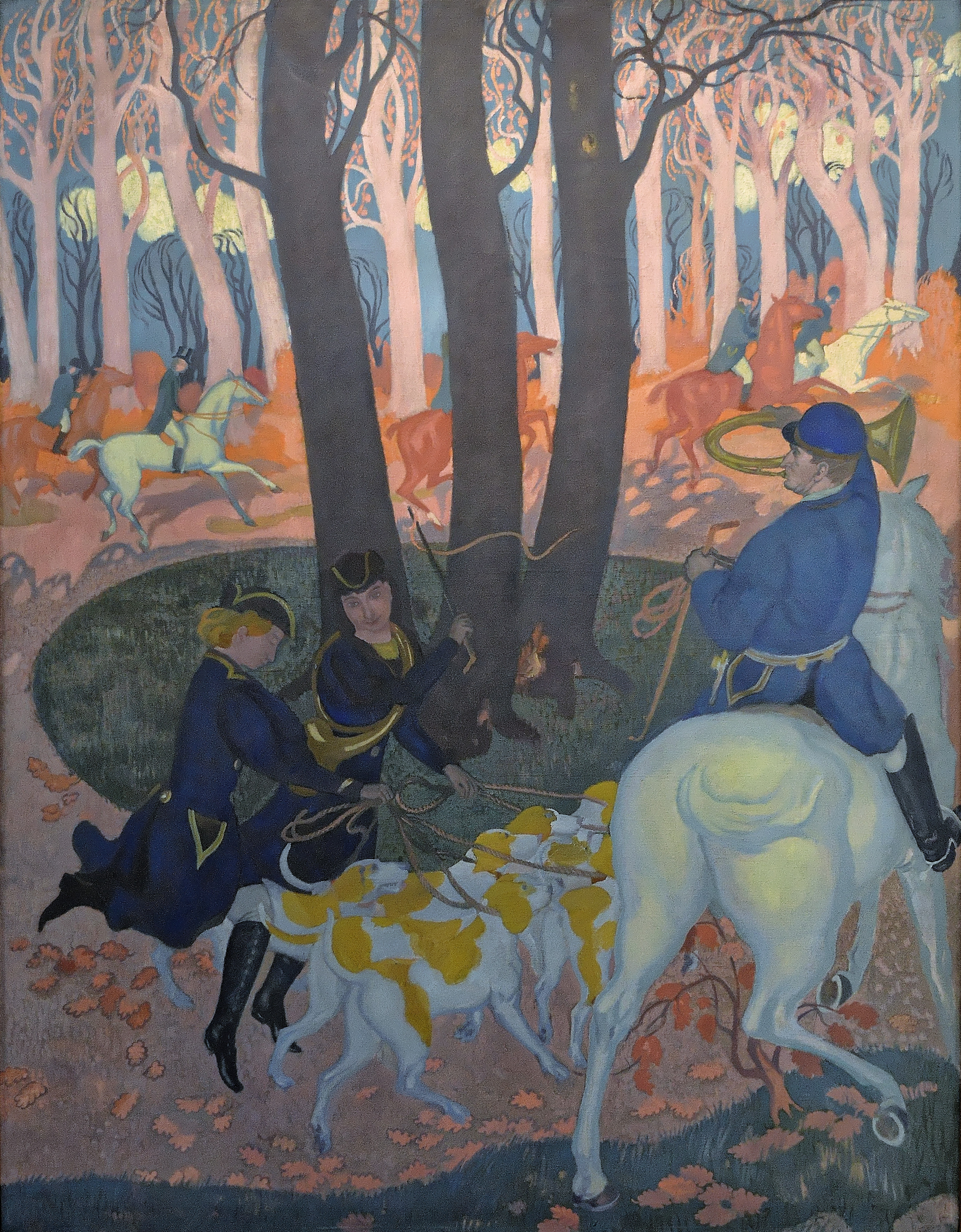
Le Lâcher des chiens
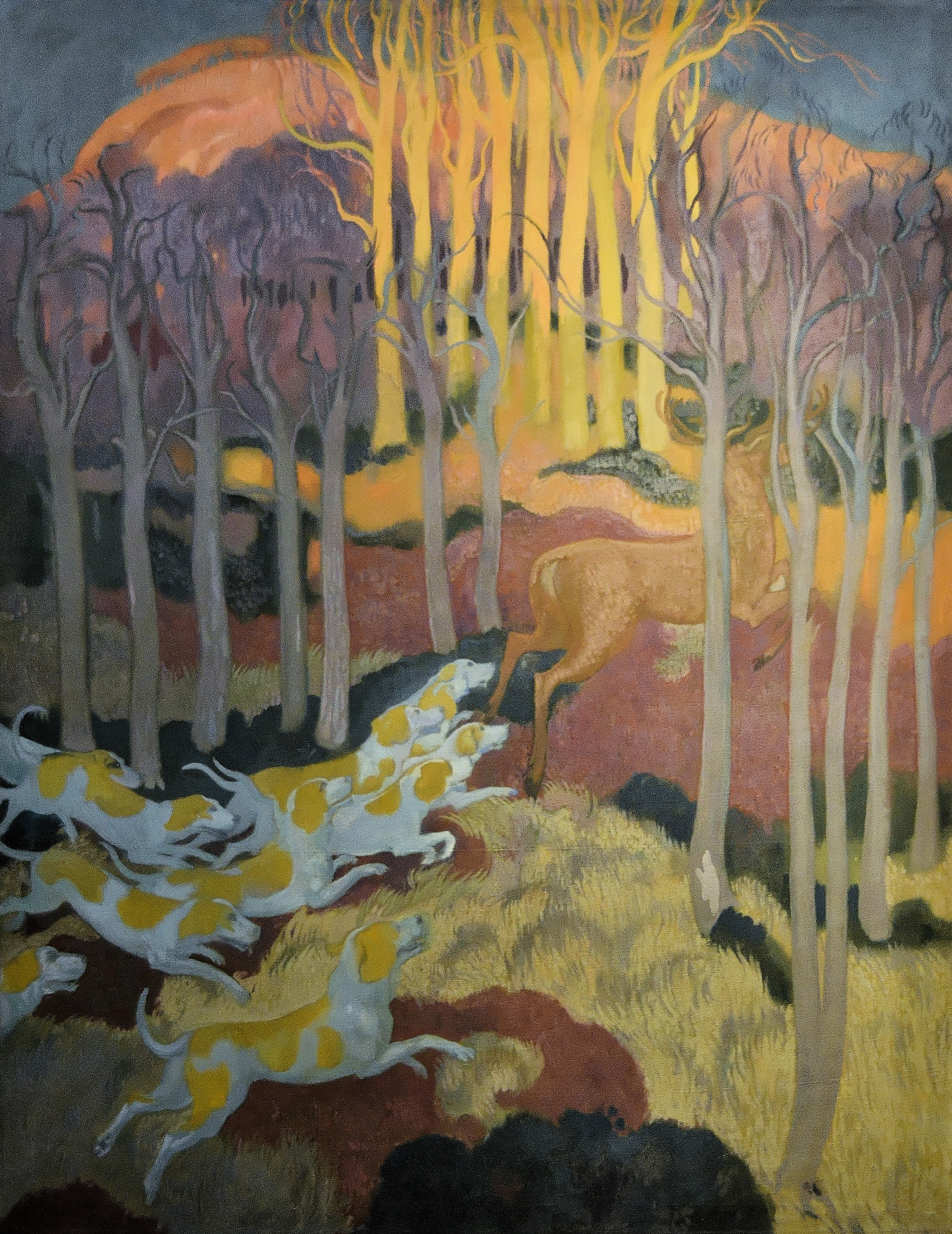
Le Bien-aller
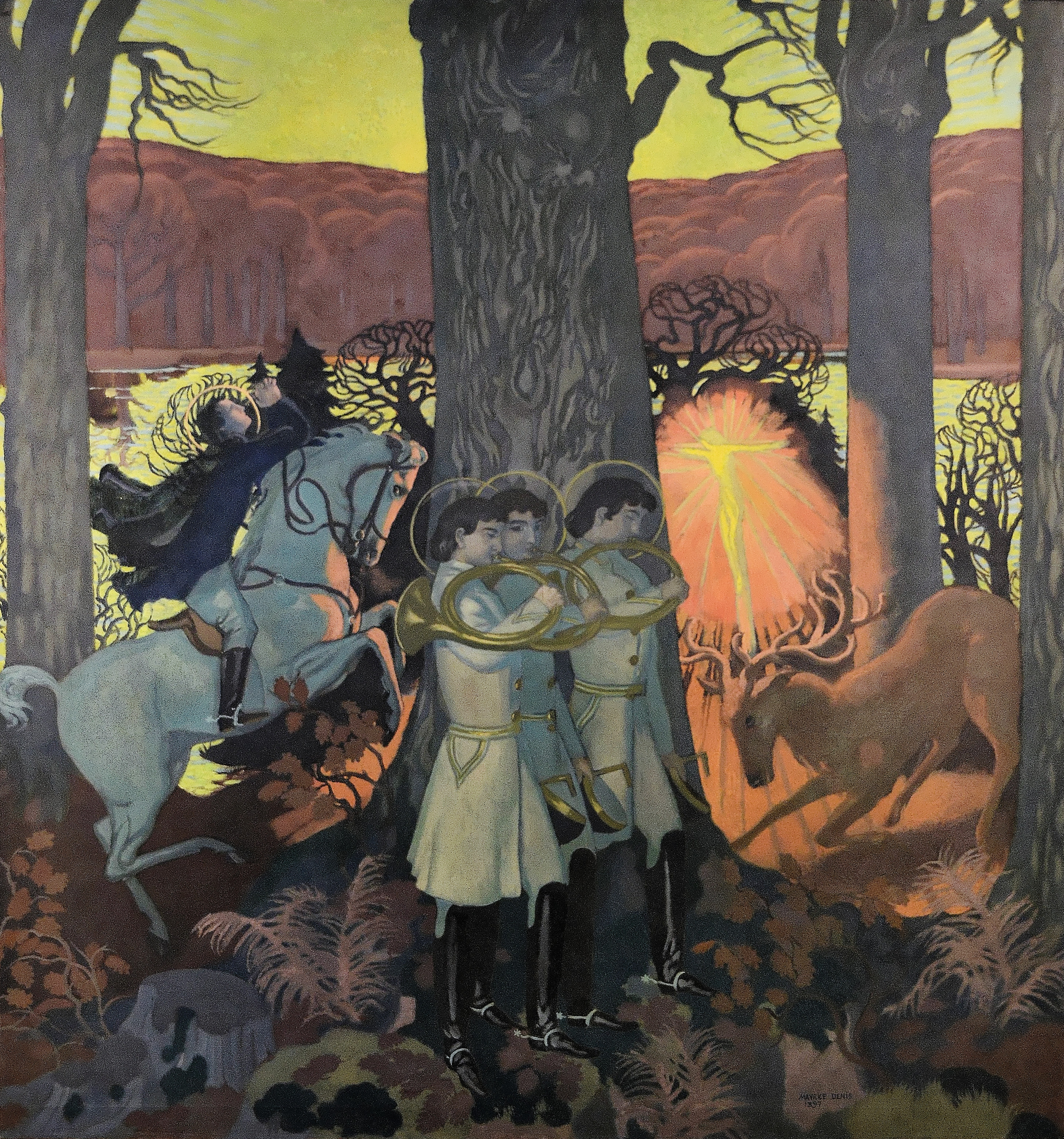
Le Miracle
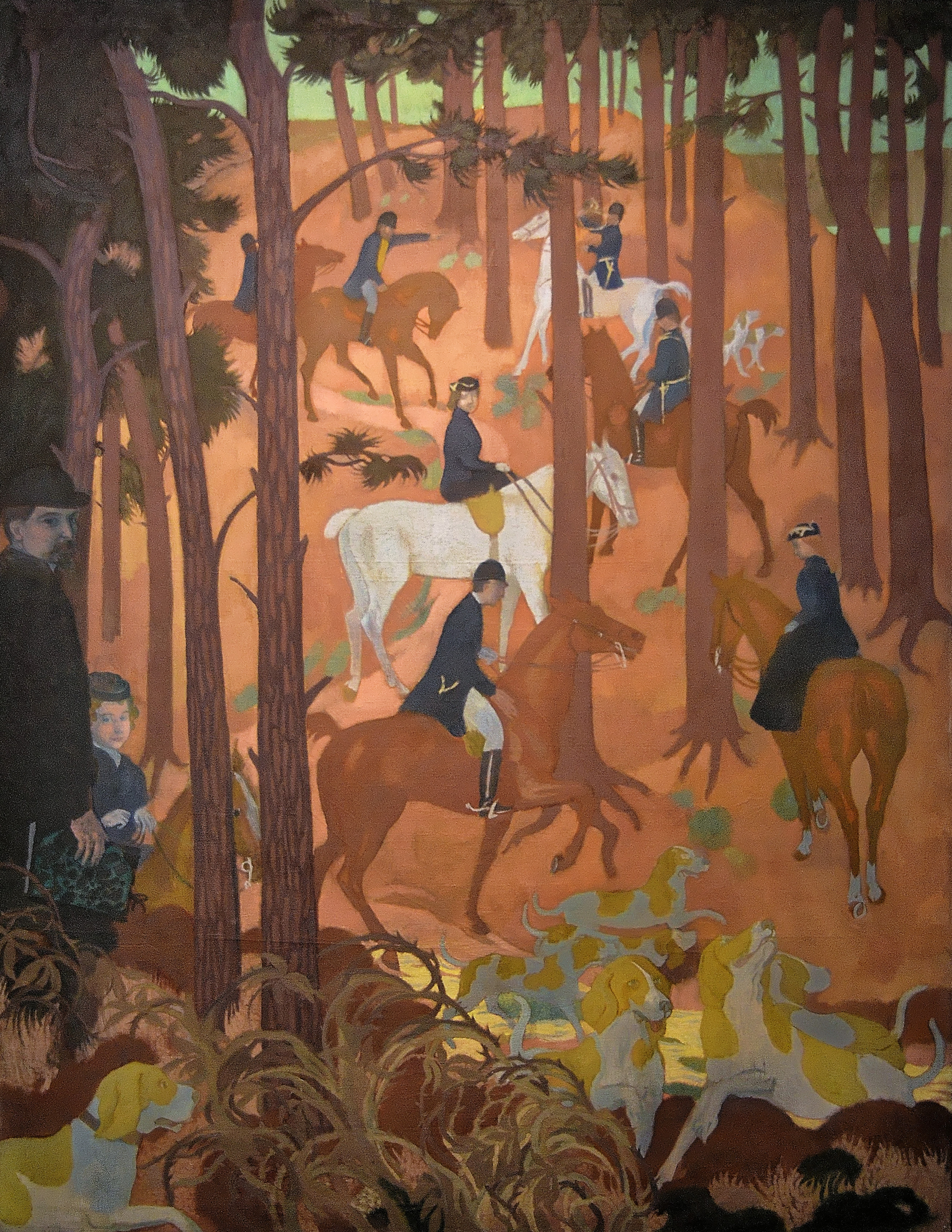
Le Défaut
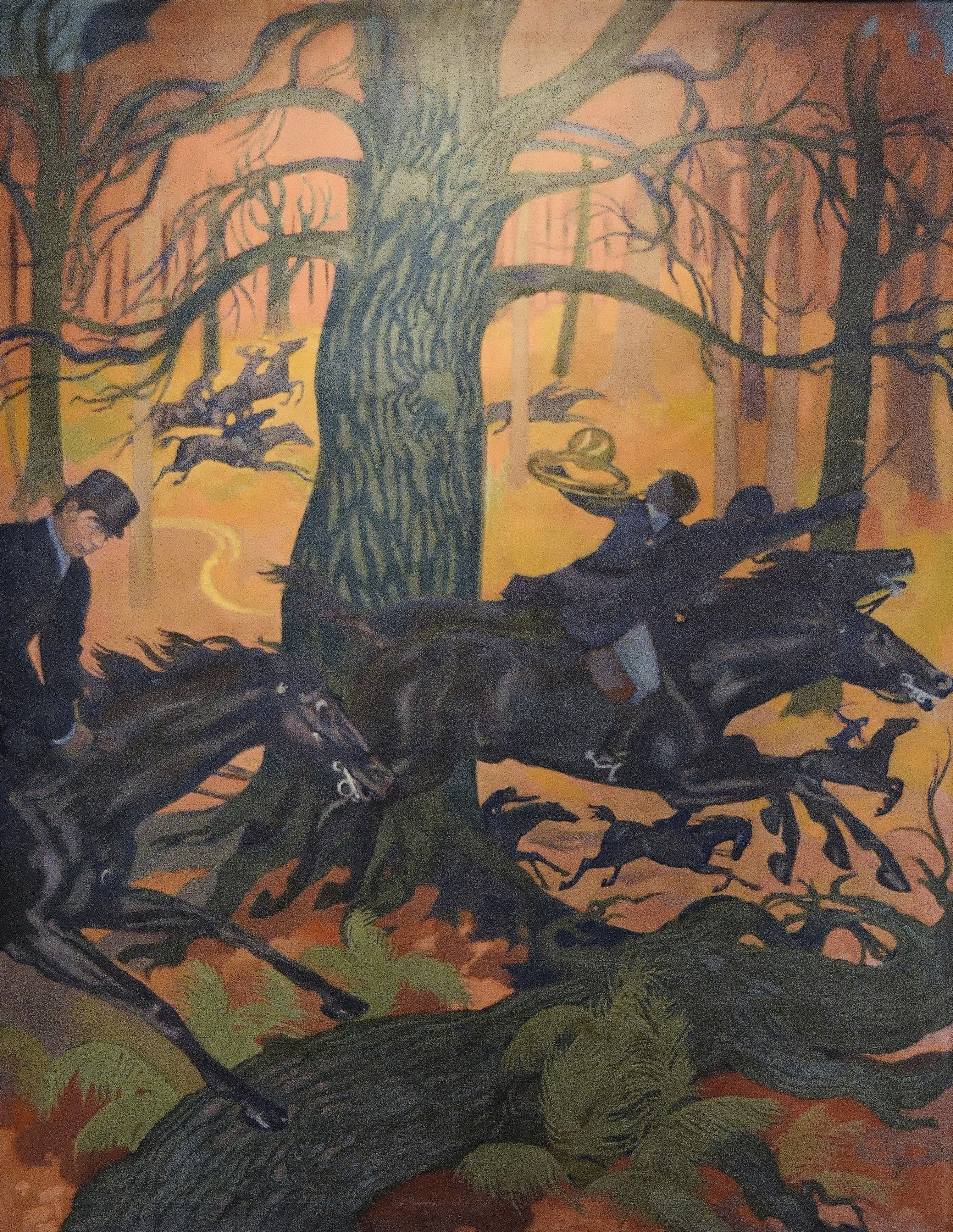
La Chasse infernale
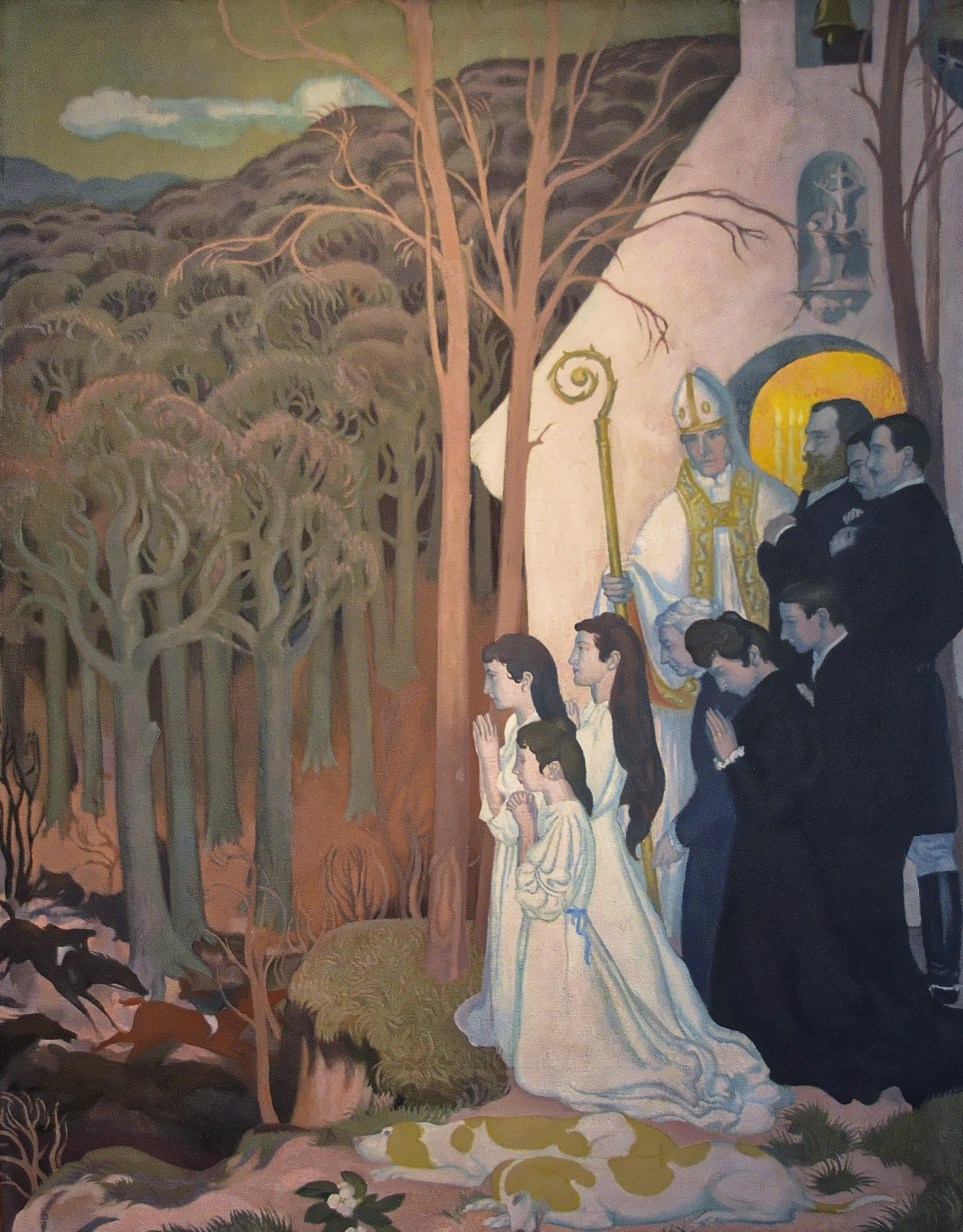
L'Arrivée à l'ermitage